# The Moon is made of green cheese

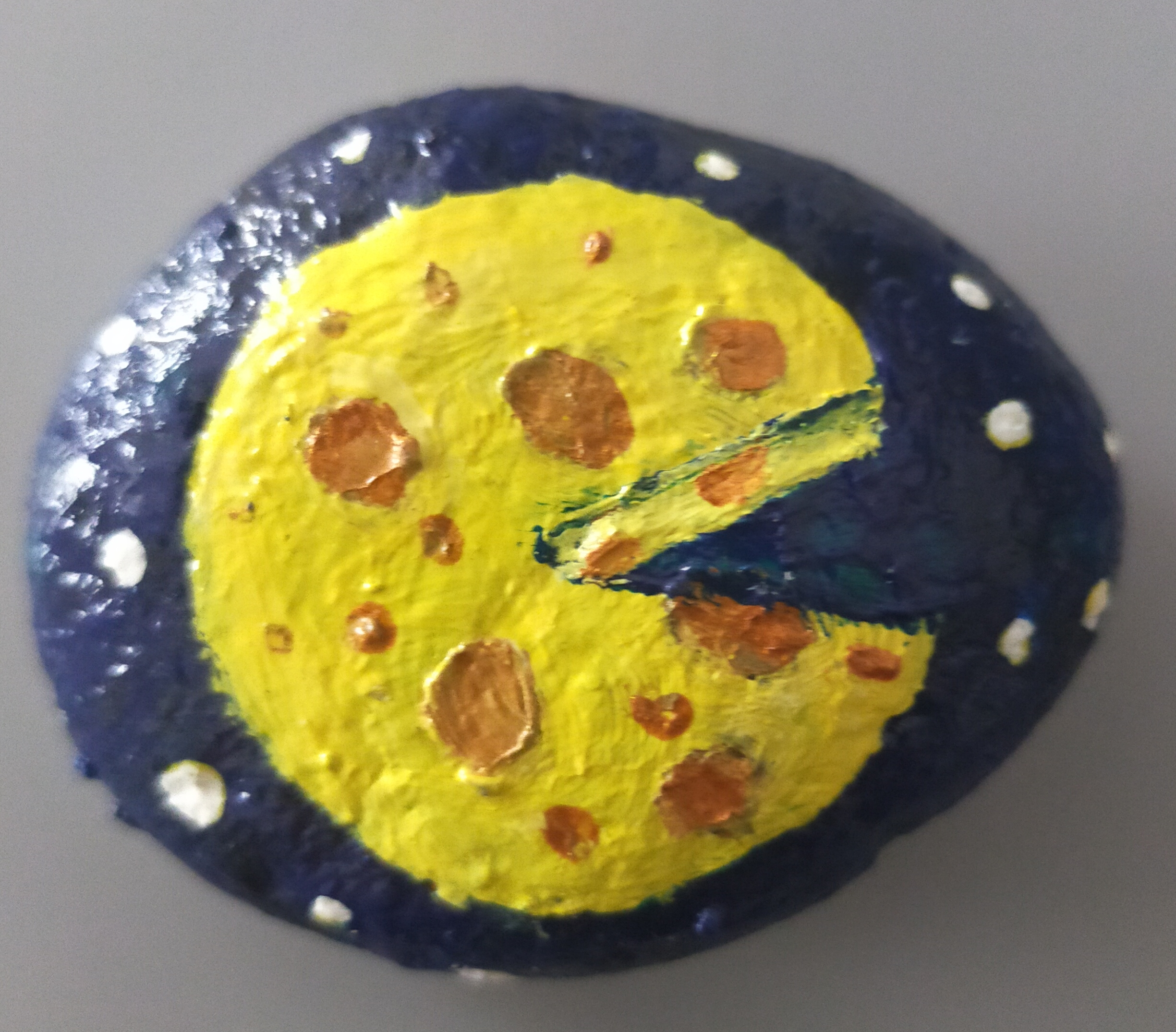
Immagine amatoriale con la Luna fatta di formaggio

The Moon is made of green cheese (lett. "La Luna è fatta di formaggio fresco") è un'espressione ricorrente della lingua inglese, nata dalla letteratura fiabesca, usata per prendere in giro una persona credulona e ottusa.

## Storia
La frase proviene da tutta quella letteratura fiabesca e folklorica europea nella quale la Luna fa da sfondo. Una parabola del rabbino francese Rashi, vissuto durante l'alto Medioevo, è uno dei primi documenti scritti in cui viene menzionata la Luna di formaggio.
In Inghilterra divenne ricorrente il modo di dire The Moon is made of green cheese (lett. "La luna è fatta di formaggio fresco") tra il sedicesimo e il diciassettesimo secolo. Tra gli autori che lo utilizzarono vi erano John Heywood e John Wilkins. Stando a uno studio effettuato nel 1902 da G. Stanley Hall e in cui vennero coinvolti diciotto bambini di circa 5 anni, alcuni di questi erano convinti che la Luna fosse davvero fatta di formaggio.

## Nella teoria economica
John Maynard Keynes utilizzò la metafora della Luna fatta di formaggio nel suo Teoria generale dell'occupazione, dell'interesse e della moneta:

## Nella cultura di massa
La metafora viene usata nel reportage Se il sole muore di Oriana Fallaci.